# 霍洛韋維爾 (伊利諾伊州)
霍洛韋維爾（英語：Hollowayville）是位於美國伊利諾伊州比羅縣的一個村落。

## 地理
霍洛韋維爾的座標為41°21′54″N 89°17′41″W / 41.36500°N 89.29472°W，而該地最高點為海拔高度200米（即656英尺）。

## 人口
根據2010年美國人口普查的數據，霍洛韋維爾的面積為0.10平方千米，當中陸地面積為0.10平方千米，而水域面積為0.00平方千米。當地共有人口84人，而人口密度為每平方千米840人。